# Chersotis firdusii
Chersotis firdusii är en fjärilsart som beskrevs av Leo Schwingenschuss 1936. Chersotis firdusii ingår i släktet Chersotis och familjen nattflyn. Inga underarter finns listade i Catalogue of Life.